# Autoscontro

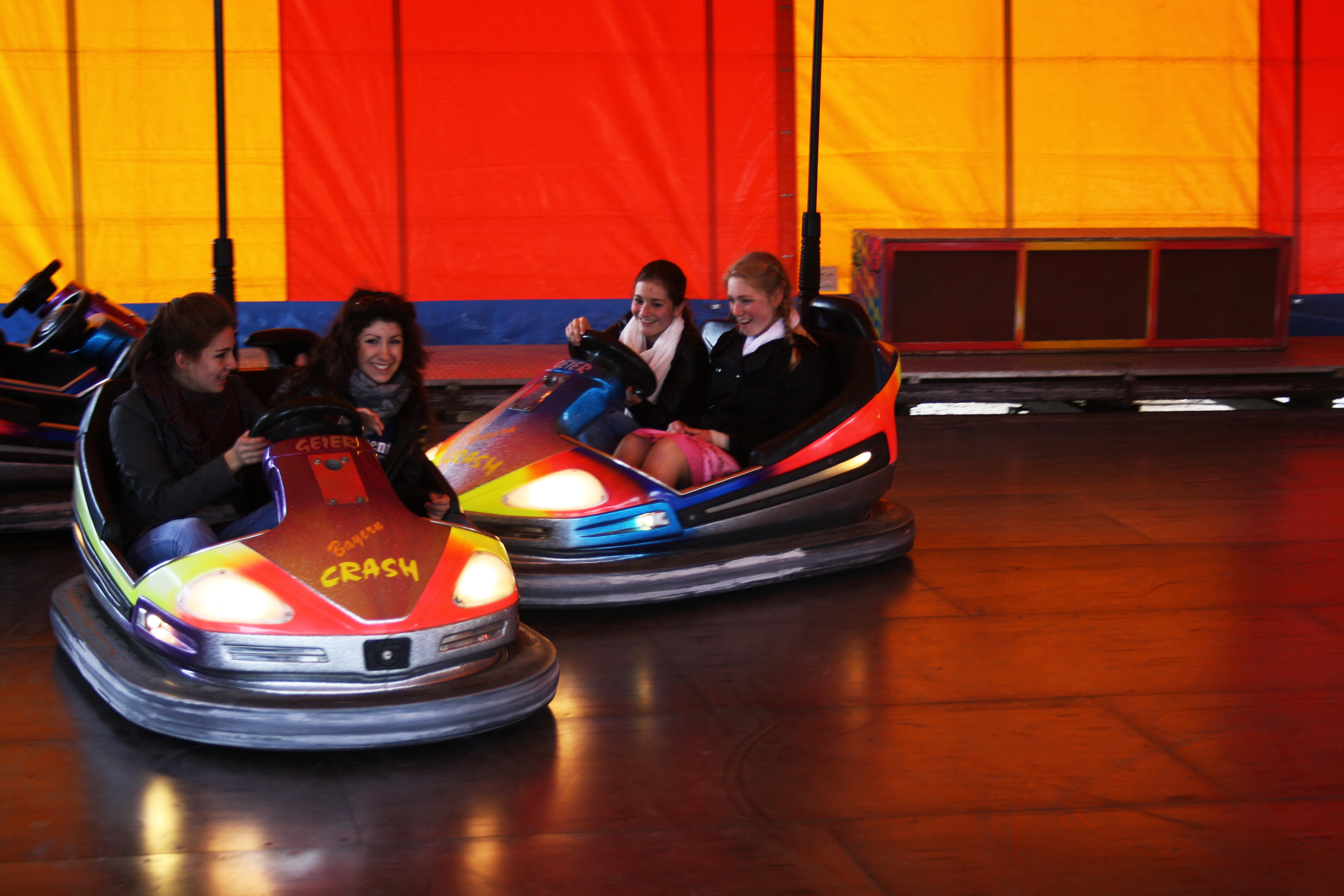
Autoscontro in azione a una fiera di Monaco di Baviera nel 2012

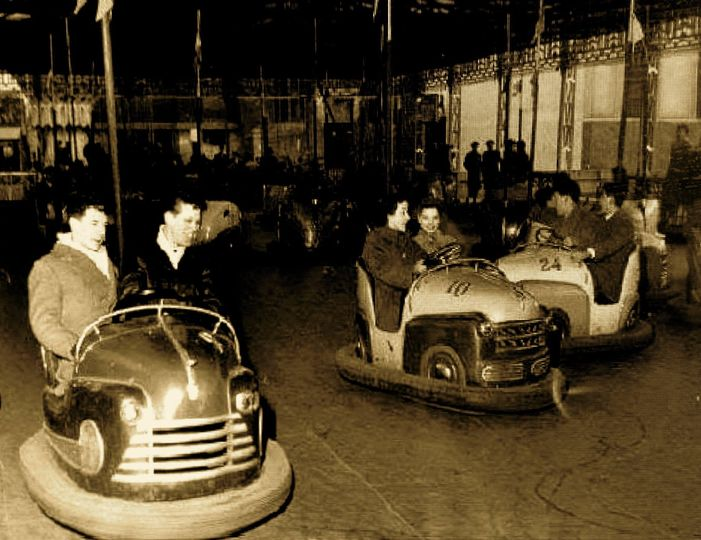
L'autoscontro della Famiglia Livèro a Foligno, nel 1946

Con il nome di autoscontro (o autoscooter) si intende un'attrazione per parchi di divertimento o luna park, che può essere fissa oppure trasportabile tramite un camion con rimorchio.

## Descrizione
Consiste in una pista, di forma quadrata o rettangolare, sulla quale corrono molte piccole automobili quasi sempre biposto, munite, tutt'intorno alla scocca, di uno speciale paraurti in gomma dura o altro materiale adeguato, che consente alle vetture di scontrarsi ripetutamente le une con le altre senza conseguenze negative né per le stesse né per gli occupanti. Lo scopo dell'autoscontro è schivare il più possibile gli urti, cosa piuttosto complicata visto che molte vetturette corrono in uno spazio molto limitato.
I primissimi modelli di autovetture per autoscontro utilizzavano motori a scoppio, che furono presto abbandonati in favore di un motore elettrico, alimentato tramite una rete elettrificata a maglie strette posta a circa 2,5 metri da terra, tramite contatto a sfregamento sulla rete stessa di un'apposita antenna metallica posta alla sommità di un palo sporgente dalla parte posteriore della vettura. Spesso l'inserimento e il disinserimento della corrente nella rete decreta l'inizio e la fine della corsa.
Le vetture richiedono solitamente l'inserimento di un gettone nell'apposita gettoniera per avviare il motore.

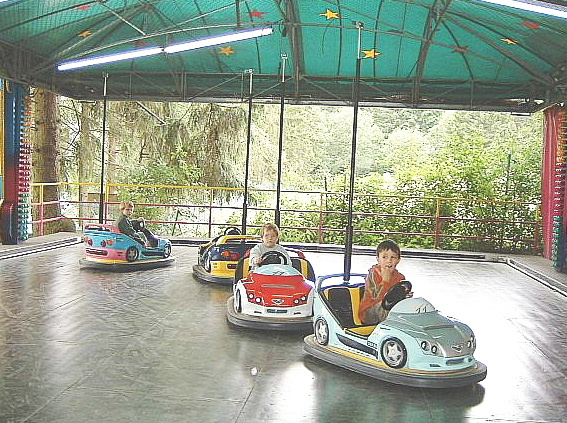
Miniscooter

A parte il design delle vetture, che oggi in alcuni casi riproduce, su licenza delle ditte produttrici di automobili, alcuni famosi modelli d'auto, l'aspetto e la concezione dell'autoscontro è rimasta pressoché immutata negli ultimi decenni. A volte, negli autoscontri di moderna generazione, di sera, vengono utilizzate luci stroboscopiche, nebbia e musica a volume molto alto diffusa tramite grandi casse, in modo da creare un ambiente simile a quello delle discoteche.
L'autoscontro differisce in maniera sostanziale dalle altre attrazioni da luna park in quanto, basandosi sull'interazione diretta tra gli utenti, si trasforma spesso in luogo di incontro e di aggregazione.

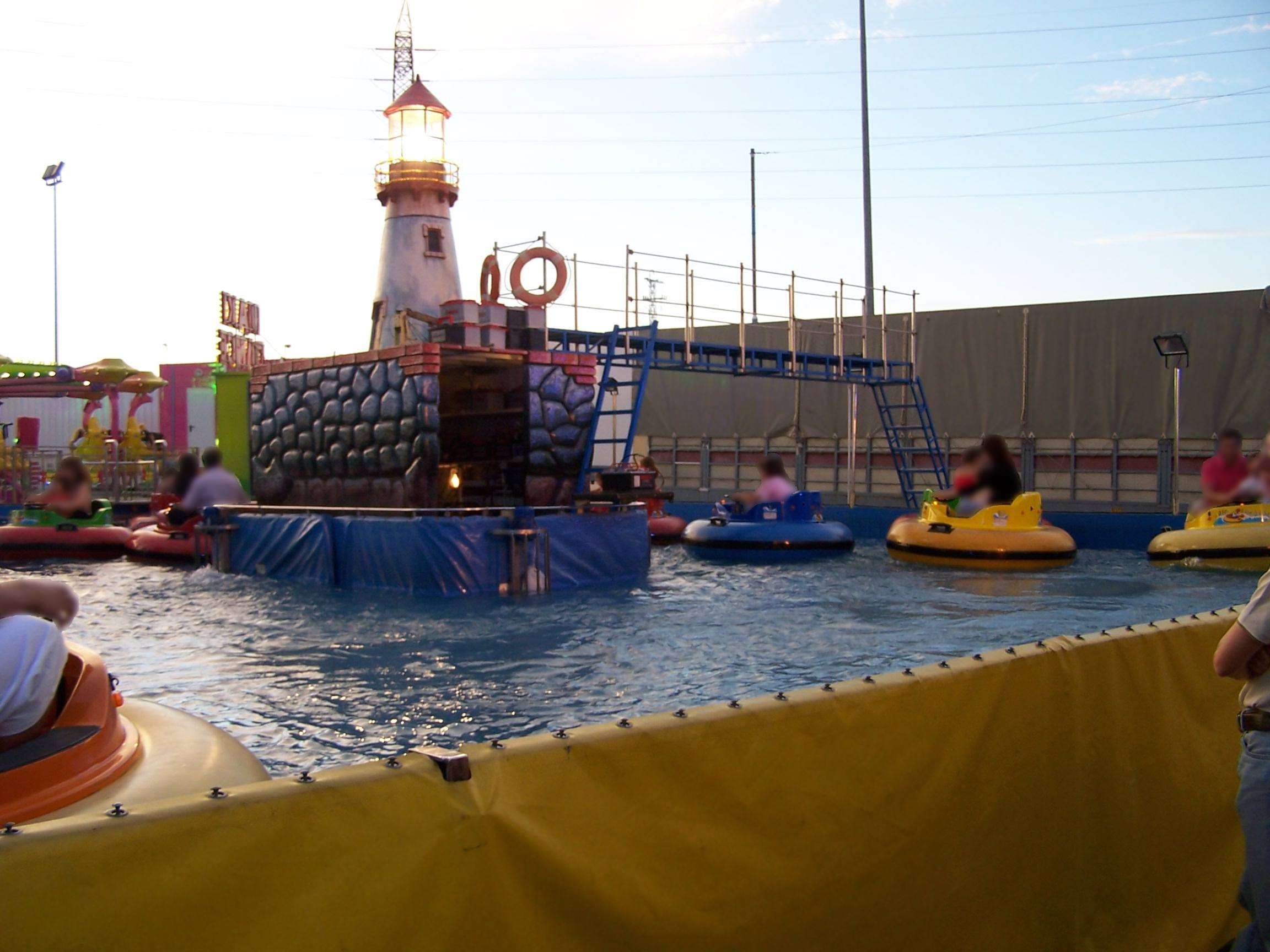
Autoscontri acquatici

In base alla tipologia e alla fascia di utenza cui sono destinati, gli autoscontri possono distinguersi in:
- Autoscontri tradizionali, descritti sopra;
- Miniscooter o autoscontri per bambini, simili in tutto e per tutto a quelli per adulti ma più piccoli e destinati all'infanzia; spesso in questi autoscontri esistono anche vetture monoposto a forma di motocicletta;
- Autoscontri acquatici, utilizzati esclusivamente nella bella stagione, nei quali la pista è sostituita da una piscina piena d'acqua e le vetture consistono in piccoli natanti gonfiabili a motore elettrico oppure termico.